# Трунёв, Николай Викторович
Никола́й Ви́кторович Трунёв (30 января (11 февраля) 1886, Тверь — 30 декабря 1960, Омск) — советский филолог, литературовед, и литературный критик, первый доктор филологических наук в Западной Сибири (1953), профессор, один из основателей историко-филологического факультета Омского педагогического института.

## Биография
Николай Викторович Трунёв родился 11 февраля (30 января ) 1886 г. в городе Твери, в семье чиновника. Окончил Московскую духовную академию.
В 1920-е гг. Н. Трунева пригласили в Омск на должность преподавателя первого в Сибири рабфака. Он преподавал также в высшей военной школе Сибири, в военно-политехнической школе, в 1-м и 2-м Сибирских коммунистических университетах, в Омском педагогическом институте со дня его основания в 1932 г. Читал лекции, бессменно заведовал кафедрой русского языка (1936-1960).
Николай Викторович являл собой образец ученого-филолога: в совершенстве знал латынь и древнегреческий, свободно читал по-французски и по-немецки. Великолепно знал русскую поэзию и прозу XVIII-XIX столетий. Любил книги, собрал уникальную домашнюю библиотеку.
Скончался ученый в Омске 30 декабря 1960 г.

## Научная деятельность
Николай Викторович автор более 30-ти научных работ, в их числе: монография "Революция и язык", учебник старославянского языка для вузов, критические статьи о языке Пушкина, Гоголя. Произведения Н. В. Трунева публиковались в журналах "Сибирские огни", "Омская область", "Русский язык в школе" (1947-1948), "Ученые записки" Омского пединститута (1941, 1949); в газетах "Призыв", "Омская правда" и др.
Кандидатскую диссертацию "В. Г. Белинский о русском языке" защитил в 1940 г., докторскую "Антиох Кантемир в истории русского языка" – в 1953 г.

## Основные работы
Трунев Н. Горький и Сибирь // Ом. правда. – 1956. – 3 июля.
Трунев Н. Об изучении говоров в Омской области // Ом. область. – 1939. – № 3. – С. 75-77.
Трунев Н. О поэтическом творчестве П. Л. Драверта // Сиб. огни. – 1940. – № 4/5. – С. 182-187.
Трунев Н. Революция и язык // Сиб. огни. – 1928. – № 4. – С. 165-181.
Трунев Н. Чехов о литературном мастерстве // Сиб. огни. – 1934. – № 6. – С. 114-128.

## Награды
В 1956 г. в связи с 70-летием со дня рождения и 25-летием научно-педагогической деятельности Трунев награжден орденом Трудового Красного Знамени.